# NGC 310
NGC 310 är en ensam stjärna belägen i den norra delen av stjärnbilden Valfisken. Den har en  skenbar magnitud av ca 14,6 och kräver ett kraftfullt teleskop för att kunna observeras. Den upptäcktes 1866 av Robert Ball

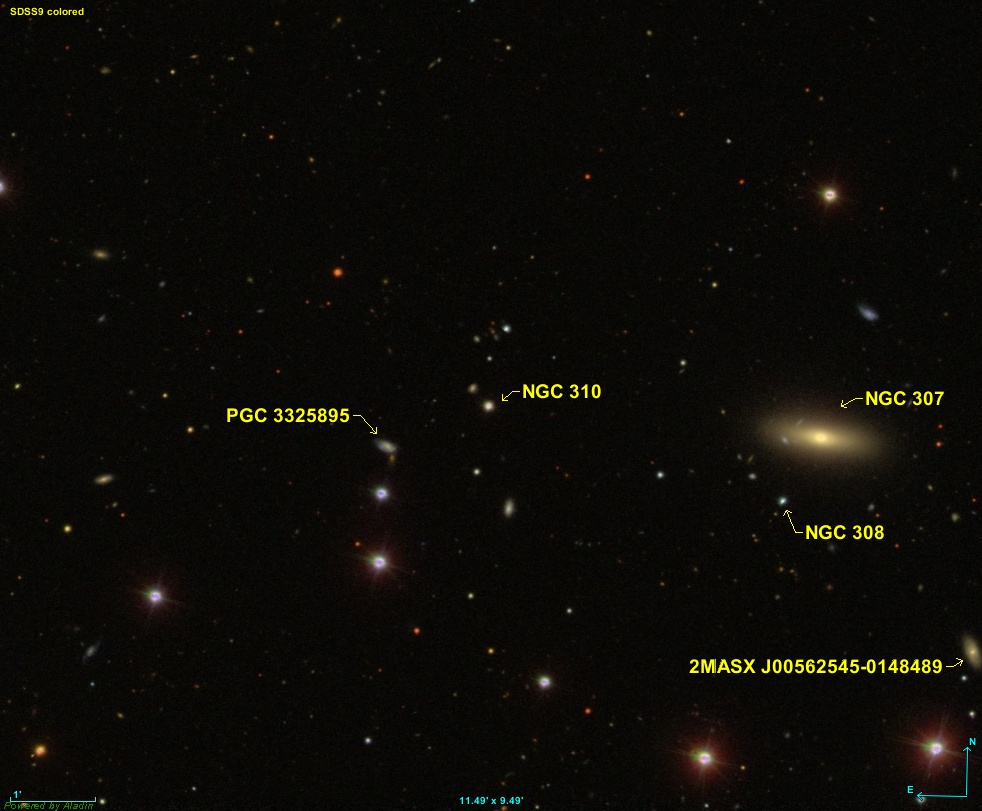
NGC 310 i bildens centrum